# Albele, Bacău
Albele este un sat în comuna Bârsănești din județul Bacău, Moldova, România. Situat la poalele Munților Berzunți, în partea central-vestică a județului, în Subcarpații Moldovei, Depresiunea Tazlău, la 5 km N-V de satul Bârsănești, între pâraiele Lupu și Zăbea, la sud, și Calului, în partea de nord, la o altitudine de 349 m deasupra nivelului mării. El aparține administrativ comunei Bârsănești. La recensământul din anul 2011 populația era de 615 locuitori. În satul Albele se ajunge din DN11 (Bacău- Brașov), pe o arteră laterală situată la podul din satul Helegiu.
În sat există școală, înființată în anul 1907, într-o casă a cetățeanului Andrei Ciochină, având ca învățătoare pe Elena Ioanid. În anul 1924 a început a se construi localul școlii. A fost finalizat în februarie 1938. Cel care a luptat pentru construirea școlii a fost învățătorul Emanoil Gr. Cioca (1905-1945), fiul al satului, care și-a dat viața pentru patrie în cel de-Al Doilea Război Mondial, la eliberarea Clujului de sub ocupația hortistă. Școala a funcționat după anii 1950 cu cele două cicluri: primar și gimnazial. În anul școlar 2015/2016, școala funcționează doar cu ciclul primar, deoarece nu mai sunt elevi; se prevede totuși, închiderea școlii și repartizarea elevilor la Școlile vecine.
Viața religioasă se desfășoară sub îndrumarea Bisericii Ortodoxe Române. Prima biserică atestată cu documente s-a construit în anul 1859 de Veniamin Lavriotul (așa cum este scris în pisanie); la catagrafia din anul 1838, există înscris preotul Ioan Dogariu și doi dascăli, dar nu se cunosc date exacte despre existența bisericii. Bătrânii spun că exista pe la anul 1840, o biserică din lemn, care a ars la 1856, în timpul reparațiilor la acoperiș.
Istoric- zona în care s-a format satul este amintită în documentele istorice la anul 1585, când pârâul Alba, de la care îi provine numele, este recunoscut ca hotar al Mănăstirii Berzunți. Despre prezența populației apar informații din secolul al XVII-lea, dar datele sigure le aduce recensământul din 1774, când sunt recenzate 24 familii, satul poartă numele de Albile și este înregistrat în Ocolul Tazlăul Mare de Sus, ținutul Bacău.